# Neusticomys
A Neusticomys az emlősök (Mammalia) osztályának rágcsálók (Rodentia) rendjébe, ezen belül a hörcsögfélék (Cricetidae) családjába tartozó nem.

## Rendszerezés
A nembe az alábbi 6 faj tartozik:
- Neusticomys ferreirai Percequillo, Carmignotto & Silva, 2005
- Neusticomys monticolus Anthony, 1921 - típusfaj
- Neusticomys mussoi Ochoa G. & Soriano, 1991
- Neusticomys oyapocki Dubost & Petter, 1978
- Neusticomys peruviensis Musser & Gardner, 1974
- Neusticomys venezuelae Anthony, 1929